# Azida de sodi
L'azida de sodi és el compost inorgànic amb la fórmula química NaN₃. és una sal química azida incolora i és el component del sistema del coixí de seguretat de molts automòbils. Es fa servir per preparar altres compostos d'azida. És una substància iònica molt soluble en aigua i extremadament tòxica.

## Estructura
L'azida de sodi és un sòlid iònic. Se’n coneixen dues formes cristallines, la rombohèdrica i l'hexagonal.

## Preparació
El mètode comú de la seva síntesi és el procedimen t de "Wislicenus"que té dos etapes a partir de l'amoníac. En el primer pas l'amoníac es converteix en amida de sodi:
2 Na + 2 NH₃ → 2 NaNH₂ + H₂
L'amina de sodi es combina després amb òxid de dinitrogen:
2 NaNH₂ + N₂O → NaN₃ + NaOH + NH₃
Alternativament aquesta sal es pot obtenir per la reacció del nitrat de sodi amb amida de sodi.

## Usos en bioquímica i medicina
L'azida de sodi és un reactiu útil en les anàlisis, mutagen, i conservant. En hospitals i laboratoris, es fa servir com un biocida; és un bacteriostàtic, i també es fa servir contra les plagues de l'agricultura.
Lazida inhibeix la citocrom oxidasa en una acció similar a la del monòxid de carboni. L'azida de sodi afecta principalment als òrgans amb altes taxes de respiració com són el cor i el cervell.

## Reaccions
El tractament de l'azida de sodi amb àcids forts dona àcid hidrazoic, que també és molt tòxic:
H+
 + N−
3 → HN
3
Les solucions aquoses contenen petites quantitats d'azida d'hidrogen, com es descriu en el següent equilibri:
N−
3 + H
2O  HN
3 + OH−
 (K = 10−4.6
)
L'azida de sodi es pot destruir pel tractament amb una solució d'àcid nitrós:
2 NaN₃ + 2 HNO₂ → 3 N₂ + 2 NO + 2 NaOH